# Ludwig Scotty
Ludwig Derangadage Scotty (ur. 20 czerwca 1948 w Anabar) – nauruański polityk, dwukrotny prezydent Nauru. Przewodniczący Parlamentu Nauru od 1 listopada 2010 do lipca 2016.

## Kariera
Scotty od 1960 do 1964 uczęszczał do szkoły średniej. Później studiował prawo na Uniwersytecie Południowego Pacyfiku.
15 marca 1983 został po raz pierwszy wybrany do Parlamentu Nauru, jako poseł z okręgu Anabar. Podczas swojej długiej kadencji, był m.in. prezesem Nauruańskiego Banku, Nauruańskiej Korporacji Rehabilitacyjnej, a także był jednym z członków zarządu Linii lotniczych Nauru. Od 2000 do 2003, a następnie od 2010 do 2016, Scotty był także przewodniczącym Parlamentu Nauru.
Po raz pierwszy wybrano go na prezydenta po krótkim okresie przejściowych rządów Deroga Gioury. Jego przeciwnikiem w wyborach prezydenckich był lider i założyciel nieformalnej Partii Centrum oraz prezydent Nauru w latach 1997-1998, Kinza Clodumar. Scotty pokonał Clodumara stosunkiem głosów 10-7. Popierał go wtedy Gioura i jego administracja. Gabinet Scotty'ego składał się z następujących polityków:
- Ludwig Scotty - Prezydent i minister spraw zagranicznych
- Baron Waqa - Minister edukacji
- David Adeang - Minister finansów
- Kieren Keke - Minister zdrowia
- Russell Kun - Minister sprawiedliwości
- Dogabe Jeremiah - Minister pracy

W sierpniu 2003 jego rząd upadł na skutek wniosku o wotum nieufności. Prezydentem ponownie został René Harris. Jednakże Scotty powrócił 22 czerwca 2004, kiedy jego stronnicy wygrali wybory. 19 grudnia 2007 odwołany wraz z rządem przez parlament w wyniku wotum nieufności. Od 1 listopada 2010 do lipca 2016 Scotty był przewodniczącym Parlamentu Nauru.

## Polityka prezydenta
Priorytetami administracji Scotty'ego były:
- Wyciągnięcie tego niegdyś jednego z najbogatszych krajów świata z zapaści, spowodowanej wyczerpaniem złóż fosforytów, poprzez znalezienie nowego źródła dochodów
- Zacieśnienie związków z USA, co jest bardzo potrzebne nauruańskiej gospodarce (Nauru jest o tyle cennym partnerem, że posiada jedyną w promieniu tysięcy kilometrów stację obsługi boeingów i nowoczesne lotnisko)